# Платон (Агриколянский)
Архимандрит Платон (в миру Пётр Иванович Агриколянский; 16 (27) января 1772, село Тетеринское, Нерехтский уезд, Костромская губерния — 5 (17) февраля 1854, Николо-Бабаевский монастырь, Костромская губерния) — архимандрит Русской православной церкви, православный миссионер и духовный писатель.

## Биография
Родился 16-го января 1772 года в селе Тетеринском, Нерехотского уезда Костромской губернии в семье диакона.
Начаткам латинского языка до поступления в семинарию он учился у священника Иакова Петровича Нерехтского. Благодаря трудолюбию и прилежанию Петр Агриколянский в 1791 году окончил курс Костромской Духовной Семинарии
По окончании курса в течение 22-х лет был настоятелем Успенской церкви села Тетеринского.
В 1815 году, был определён смотрителем Луховских духовных училищ, находившихся в Тихонове монастыре, и там же принял монашество.
27-го февраля 1827 года он был назначен игуменом названного монастыря, а в 1829 году произведён в архимандриты и переведён в Архангельск, в Архангельский монастырь, настоятелем.
В 1829 года он был определён первым членом комиссии по постройке церквей для самоедов, незадолго перед сим обращенных архимандритом Сийского монастыря Вениамином в православие. Архимандриту Платону поручено было дальнейшее обращение самоедов, и он крестил их несколько сотен. Платон построил для самоедов на реке Коле церковь, около 10 домов (до того они даже зимой жили в шалашах), купил для них скот, научил их хлебопашеству. При церквах архимандрит Платон завел хлебные магазины, чтобы самоеды, часто зимой умиравшие с голоду, могли за недорогую цену покупать съестные припасы. В самоедских тундрах по делам миссионерства Платон пробыл около шести с половиной лет.
В средине 1839 года был перемещен настоятелем второклассного Сийского монастыря, откуда в 1843 года переведён был в Сольвычегодский третьеклассный монастырь с личной степенью настоятеля второклассного монастыря. Весной 1845 года Платон, по расстроенному здоровью, был уволен на покой в Бабаевский монастырь.
Умер 5-го февраля 1854 года в Николаевском, Костромской епархии, Бабаевском монастыре.

## Сочинения
Из сочинений Платона известны в рукописях: «Историческое описание Игрицкого Песошенского монастыря» и «Историческое описание села Тетеринского», любопытное по рассказам о несчастиях епископа Воронежского Льва Юрлова, и о переяславских архиереях.
Три письма Платона, где описывается жизнь самоедов напечатаны: первое — в «Историческом, Статистическом и Географическом Журнале» за 1830 г., второе и третье — в «Московских Ведомостях» (1831, № 36).

## Награды
- Орден святой Анны 3-й степени за труды по миссионерству